# Phoma fimeti
Phoma fimeti är en lavart som beskrevs av Brunaud 1889. Phoma fimeti ingår i släktet Phoma, ordningen Pleosporales, klassen Dothideomycetes, divisionen sporsäcksvampar och riket svampar.   Inga underarter finns listade i Catalogue of Life.